# یولیا شروف
 یولیا شروف (انگلیسی: Julia Schruff؛ زاده ۱۶ اوت ۱۹۸۲) یک تنیس‌باز اهل آلمان است.